# Campo de concentración de Zasław
El campo de concentración de Zasław (en alemán: Zwangsarbeitslager Zaslaw) fue un campo de concentración nazi de la Segunda Guerra Mundial, establecido para los judíos de los guetos durante la ocupación de Polonia cerca del pueblo de Zasław (actualmente parte de Zagórz en Polonia), 6.7 kilómetros al sureste de la ciudad industrial de Sanok que pertenecía al voivodato de Leópolis de la Segunda República Polaca antes de la invasión. Sanok tenía una de las poblaciones judías más grandes de la región.

## Operación
Zaslaw era un campo de trabajos forzados donde los judíos polacos que vivían en la ciudad de Sanok y sus alrededores eran deportados para confinamiento y explotación antes del inicio del Holocausto en Polonia. Entre 1940 y 1943 pasaron por el campo unos 15.000 prisioneros.

En agosto de 1939, 5400 judíos vivían en Sanok. De manera similar, como en otras partes de Polonia, también en Sanok los judíos fueron perseguidos, confiscados sus propiedades, obligados a trabajar y asesinados sistemáticamente. Los asesinatos tuvieron lugar en el cementerio de Glinki en Sanok. Muchos judíos de Sanok murieron de emaciación mientras trabajaban para la empresa Kirchhof, que se cerró en 1942, y los empleados fueron trasladados al campo de Zasław. En el campamento se instaló un taller de sastrería, zapatería y peletería. Muchos judíos también trabajaron en la construcción o reparación de carreteras. A fines de 1943, el campo fue liquidado. Mil judíos fueron asesinados en Zasław, y 5000 más fueron llevados al campo de Bełżec. El asesinato de los judíos en Sanok tuvo lugar en lugares situados en las afueras de la ciudad, en el bosque, por lo que las víctimas pudieron ser enterradas de inmediato. La aniquilación de los judíos de Sanok se llevó a cabo de forma gradual y no mediante un solo acto.
 Małgorzata Stawiarska 

El 15 de enero de 1943, los prisioneros de Zaslaw fueron trasladados al campo de exterminio de Bełżec, donde fueron asesinados en las cámaras de gas.

## Conmemoración
Los empleados de la empresa de autobuses de Sanok erigieron un monumento a los judíos asesinados en Zasław. El monumento a las víctimas del nazismo se encuentra casi directamente enfrente del cementerio de la ciudad de Zasław.